# 北海道道1158号米岡奥尻空港線
北海道道1158号米岡奥尻空港線（ほっかいどうどう1158ごう よねおかおくしりくうこうせん）は、北海道奥尻町内を結ぶ一般道道（北海道道）である。

## 概要
奥尻空港新ターミナルビル建設に伴い、この路線が新設された。

### 路線データ
- 起点：北海道奥尻郡奥尻町米岡（北海道道39号奥尻島線交点）
- 終点：北海道奥尻郡奥尻町米岡（奥尻空港）
- 総延長：0.416 km
- 実延長：0.406 km
- 重用延長：0.010 km

### 道路管理者
- 渡島総合振興局 函館建設管理部 奥尻出張所

## 歴史
- 1999年（平成11年）12月6日 - 路線認定[1]。

## 地理

### 通過する自治体
- 檜山振興局
  - 奥尻郡奥尻町

### 交差する道路
奥尻町
- 北海道道39号奥尻島線 - 米岡（起点）

### 沿線にある施設など
奥尻町
- 奥尻空港 - 米岡